# Fumetto Nero
El Fumetto Nero (Còmic detectivesc) és una important fita en la història del còmic italià. que va néixer el 1962 amb Diabolik.

## Història
Explica la llegenda que Angela Giussani, esposa de l'editor Gino Sansoni, tenia al cap crear un còmic per la seva petita editorial, Astorina. Els primers dies la Astorina va publicar els còmics de  Big Ben Bolt , protagonitzats per un boxejador.Però un dia, Giussani es va trobar en un tren un vell llibre de Fantômas i va tenir la idea de crear un esmunyedís criminal, mestre de camuflatge. Així, el novembre de 1962 es va distribuir el primer número d'una sèrie que encara continua. El teòric Oscar Masotta deia el 1970 que:
| « | Diabolik ha aconseguit xifres topalls de vendes i ha donat lloc a moltes imitacions, com Kriminal, Satanik, Demoniak, que exageren sens dubte la amoralitat i que envaeixen avui el mercat francès. | » |

Satanik, es obra del guionista Max Bunker i el dibuixant  Magnus. Altres sèries destacades són Gesebel, Zakimort, creat per Pier Carpi,  Sadik, Jnfernal, Jena, Fantasm  i molts més, encara que només els primers són dignes d'atenció, atès que els altres títols van ser cancel·lats després d'uns pocs números.
Durant els anys seixanta va haver una gran quantitat de processos contra aquest gènere, considerat pseudoliteratura, amb acusacions de plagi. A més, se sostenia que els àlbums, excepte Diabolik, tenien escenes obscenes segons la mentalitat de l'època, de manera que hi va haver nombrosos segrestos judicials. El 1974 Kriminal i Satanik «van morir», i Diabolik va romandre com l'únic heroi, sense ser els seus actes i desitjos afectats per la moralitat, a diferència de Superman, Spiderman i els diferents herois que fan servir els seus superpoders per al bé de la societat. El 1986 el Fumetto Nero va renéixer amb Dylan Dog, que reflecteix els aspectes foscos de Satanik.

## Característiques
Aquests còmics van ser impresos en format petit per facilitar el transport. Tots aquests personatges, excepte Zakimort, van tenir com a nom un adjectiu que elimina la vocal final i substitueix una "c" per una «k». A tots els personatges se'ls adjudica un company (Eva Kant a Diabolik, Lola Hudson per Kriminal i diferents personatges a Satanik) i un oponent fix (Ginko, Milton i Trento).